# Chagall (film 1964)
Chagall è un documentario cortometraggio del 1964 diretto da Lauro Venturi su soggetto di Simon Schiffrin e basato sulla vita del pittore bielorusso Marc Chagall.

## Premi
- Premio Oscar 1964: Miglior Soggetto per Documentario (Simon Schiffrin)